# Omar Epps
Omar Hashim Epps (Brooklyn, 20 luglio 1973) è un attore statunitense.

## Biografia
Ha frequentato La Guardia High School of Music, Art, and the Performing. È sposato con Keisha Spivey che gli ha dato due figli. Epps è anche padre di una figlia avuta da una precedente relazione.
Nella sua carriera vanta molti importanti film e telefilm, ma è noto soprattutto per i ruoli del dottor Eric Foreman in Dr. House - Medical Division e di Martin Bellamy in Resurrection.

## Filmografia

### Attore

#### Cinema
- The Green Flash, regia di Adam Davis – cortometraggio (1989)
- Juice, regia di Ernest R. Dickerson (1992)
- The Program, regia di David S. Ward (1993)
- Major League - La rivincita (Major League II), regia di David S. Ward (1994)
- L'università dell'odio (Higher Learning), regia di John Singleton (1996)
- Un ragazzo veramente speciale (Don't Be a Menace to South Central While Drinking Your Juice in the Hood), regia di Paris Barclay (1996)
- Scream 2, regia di Wes Craven (1997)
- Blossoms and Veils, regia di Shonda Rhimes – cortometraggio (1998)
- La colazione dei campioni (Breakfast of Champions), regia di Alan Rudolph (1999)
- Gli infiltrati (The Mod Squad), regia di Scott Silver (1999)
- The Wood, regia di Rick Famuyiwa (1999)
- In Too Deep, regia di Michael Rymer (1999)
- Love & Basketball, regia di Gina Prince-Bythewood (2000)
- Brother, regia di Takeshi Kitano (2000)
- Dracula's Legacy - Il fascino del male (Dracula 2000), regia di Patrick Lussier (2000)
- Fashion Crimes (Perfume), regia di Michael Rymer e Hunter Carson (2001)
- Big Trouble - Una valigia piena di guai (Big Trouble), regia di Barry Sonnenfeld (2002)
- Against the Ropes, regia di Charles S. Dutton (2004)
- Alfie, regia di Charles Shyer (2004)
- A Day in the Life, regia di Sticky Fingaz (2009)
- Almost Christmas - Vacanze in famiglia (Almost Christmas), regia di David E. Talbert (2016)
- Traffik - In trappola (Traffik), regia di Deon Taylor (2018)
- 3022, regia di John Suits (2019)
- Relazione pericolosa (Fatal Affair), regia di Peter Sullivan (2020)
- Il diavolo alla porta (The Devil You Know), regia di Charles Murray (2022)
- The Deliverance - La redenzione (The Deliverance), regia di Lee Daniels (2024)

#### Televisione
- ABC Afterschool Specials – serie TV, episodio 20x01 (1991)
- Here and Now – serie TV, episodi 1x01-1x02 (1992)
- Street Justice – serie TV, episodio 2x11 (1993)
- Daybreak, regia di Stephen Tolkin – film TV (1993)
- Viaggio mortale (Deadly Voyage), regia di John Mackenzie – film TV (1996)
- E.R. - Medici in prima linea (ER) – serie TV, 10 episodi (1996-1997)
- Tempo di riscatto (First Time Felon), regia di Charles S. Dutton – film TV (1997)
- Conviction, regia di Kevin Rodney Sullivan – film TV (2002)
- Dr. House - Medical Division (House M.D.) – serie TV, 152 episodi (2004-2012) – Eric Foreman
- Resurrection – serie TV, 21 episodi (2014-2015)
- Shooter – serie TV, 31 episodi (2016-2018)
- This Is Us – serie TV, episodi 4x01-4x07-4x11 (2019-2020)
- Power Book III: Raising Kanan – serie TV, 30 episodi (2021-2024)
- The Perfect Couple, regia di Susanne Bier – miniserie TV (2024)

### Doppiatore
- Def Jam: Fight for NY – videogioco (2004)

## Doppiatori italiani
Nelle versioni in italiano delle opere in cui ha recitato, Omar Epps è stato doppiato da:
- Simone Mori in Gli infiltrati, Brother, Alfie, The Deliverance - La redenzione
- Roberto Draghetti in Scream 2, Dracula's Legacy, Relazione pericolosa
- Riccardo Rossi in The Program, Major League - La rivincita
- Nanni Baldini in E.R. - Medici di prima linea, Resurrection
- Tony Sansone in Dr. House - Medical Division, 3022
- Enrico Di Troia in La colazione dei campioni
- Marco Baroni in Fashion Crimes
- Pasquale Anselmo in Against the Ropes
- Stefano Alessandroni in Shooter

## Discografia

### Album
- 2004 – Omar Epps Presents... The Get Back

### Collaborazioni
- 2003 – What Chu Here For (Sticky Fingaz feat. Omar Epps, Detroit Diamond e Rio), dall'album Decade: "...but wait it gets worse"